# Младен Шишков
Младен Шишков е български строителен инженер, политик от партия ГЕРБ, треньор по карате.

## Биография
Младен Николов Шишков е роден на 16 януари 1976 г. в гр. Пловдив. Израства и завършва основното си образование в град Раковски. След това учи в Образцова математическа гимназия „Акад. Кирил Попов“ в Пловдив.
През 2001 г. се дипломира като строителен инженер-конструктор в Университета по архитектура, строителство и геодезия в София. След дипломирането си започва работа в строителна фирма, основана от баща му. Така подема семейния бизнес и до 2009 г. проектира десетки обекти в региона.
Младен Шишков e старши треньор и председател на Спортен клуб „ИН-ЯН“ в Раковски към „Шинкиокушин България“ от основаването на клуба през 2001 г.
През 2012 г. заедно с арх. Светослав Фъсов прави безвъзмездно проекта и конструктивния план на параклиса „Христос Възкръсналия“ в град Раковски.
Бил е член на управителния съвет и председател на няколко сдружения с нестопанска цел в града. Дългогодишен член на читалищното настоятелство на читалище „Св. св. Кирил и Методий“. Бил е председател на обществения съвет към основно училище „Христо Смирненски“.
Председател е на Общински съвет в град Раковски от 2009 до 2016 г. Народен представител в XLIV народно събрание от 19 април 2017 г. 
На 31 март 2019 г. ГЕРБ включва Младен Шишков в общата листа със СДС на кандидат-депутати за изборите за Европейския парламент. През ноември същата година е избран за заместник-председател на „Комисия по околната среда и водите“ в Народното събрание. През пролетта на 2021 г. е преизбран за народен представител в XLV народно събрание като с преференциалния вот от 9.93% се класира на второ място след водача на листата на ГЕРБ за област Пловдив и през лятото и есента на същата година на извънредни избори е отново преизбран за народен представител в XLVI народно събрание и в XLVII народно събрание. На следващите три също извънредни избори за XLVIII народно събрание през октомври 2022 година, за XLIX народно събрание през април 2023 г. и за L народно събрание през юни 2024 г. той е четвърти в листите на ГЕРБ за Пловдивска област, където партията печели по 3 мандата. 
Благодарение на събраните преференции, той отново е избран за народен представител.
На изборите през октомври 2024 година е избран за осми път за народен представител, също благодарение на преференциалния вот, чрез който размества листата. 
На 5-ти юни 2025 г. е избран за председател на Комисията по околната среда и водите в 51-то народно събрание.
Автор на редица законопроекти в сферата на екологията и регионалното развитие.